# Kenneth Cukier
Kenneth Cukier is een Brits journalist. Hij schreef onder andere voor The New York Times en de Washington Post.

## Biografie
Cukier was van 2002 tot en met 2004 als onderzoeksassistent verbonden aan de John F. Kennedy School of Government. Daarna werkte hij als Japan-correspondent op het gebied van zaken en financiën voor het blad The Economist. Hij vervulde deze functie van  2007 tot en met 2012.  Voordat hij een buitenlandcorrespondent voor Japan werd berichtte hij over technologie in Londen en in Hongkong voor het blad The Asian Wall Street Journal. In 2012 werd hij benoemd tot data-journalist bij The Economist.
In 2013 bracht hij samen met Viktor Mayer-Schönberger het boek Big Data: A Revolution That Will Transform How We Live, Work, and Think (Nederlands:  De big data-revolutie.) uit. Dit boek werd een New York Times Bestseller en is in 16 verschillende talen vertaald. In dit boek wordt omgeschreven wat voor impact data op het leven van mensen kan hebben. In 2014 werd het vervolg Learning with Big Data: The Future of Education uitgebracht dat hij tevens met Mayer-Schönberger schreef.
Tijdens zijn carrière heeft Cukier onder andere geschreven voor de Financial Times, Foreign Affairs, The New York Times en de The Washington Post.